# ヴィースとラーミーン

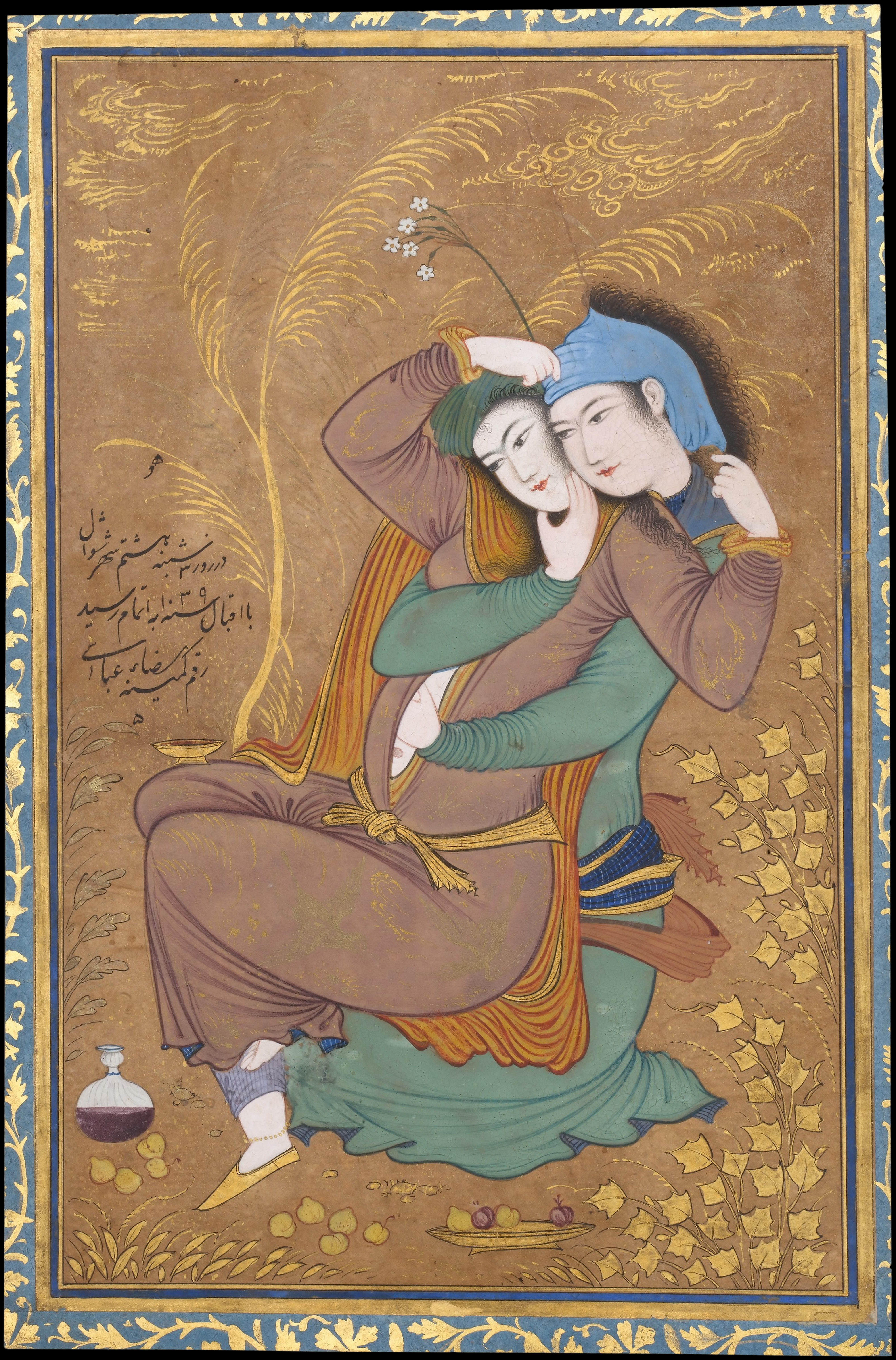
リダー・アッバースィー『二人の恋人たち』

『ヴィースとラーミーン』 (ペルシア語:  ويس و رامين、Vis o Rāmin) は、古代ペルシア文学の恋愛小説。この叙事詩は、11世紀ペルシアの詩人ファフルッディーン・アサド・グルガーニーによって書かれた。
物語は、イスラーム以前のペルシアを舞台としている。グルガーニーはサーサーン朝に由来していると述べていたが、現在はおそらく紀元1世紀からパルティアが由来となっていると考えられている。

## 影響
ヴィースとラーミーンの物語は、ペルシア文学に多大な影響を与えた。ニザーミーは、基礎的な修辞法の多くをグルガーニーから学んでいる。
一部の学者は、ヴィースとラーミーンはトリスタンとイゾルデの物語に影響を与えた可能性があると指摘している。

## 関連項目

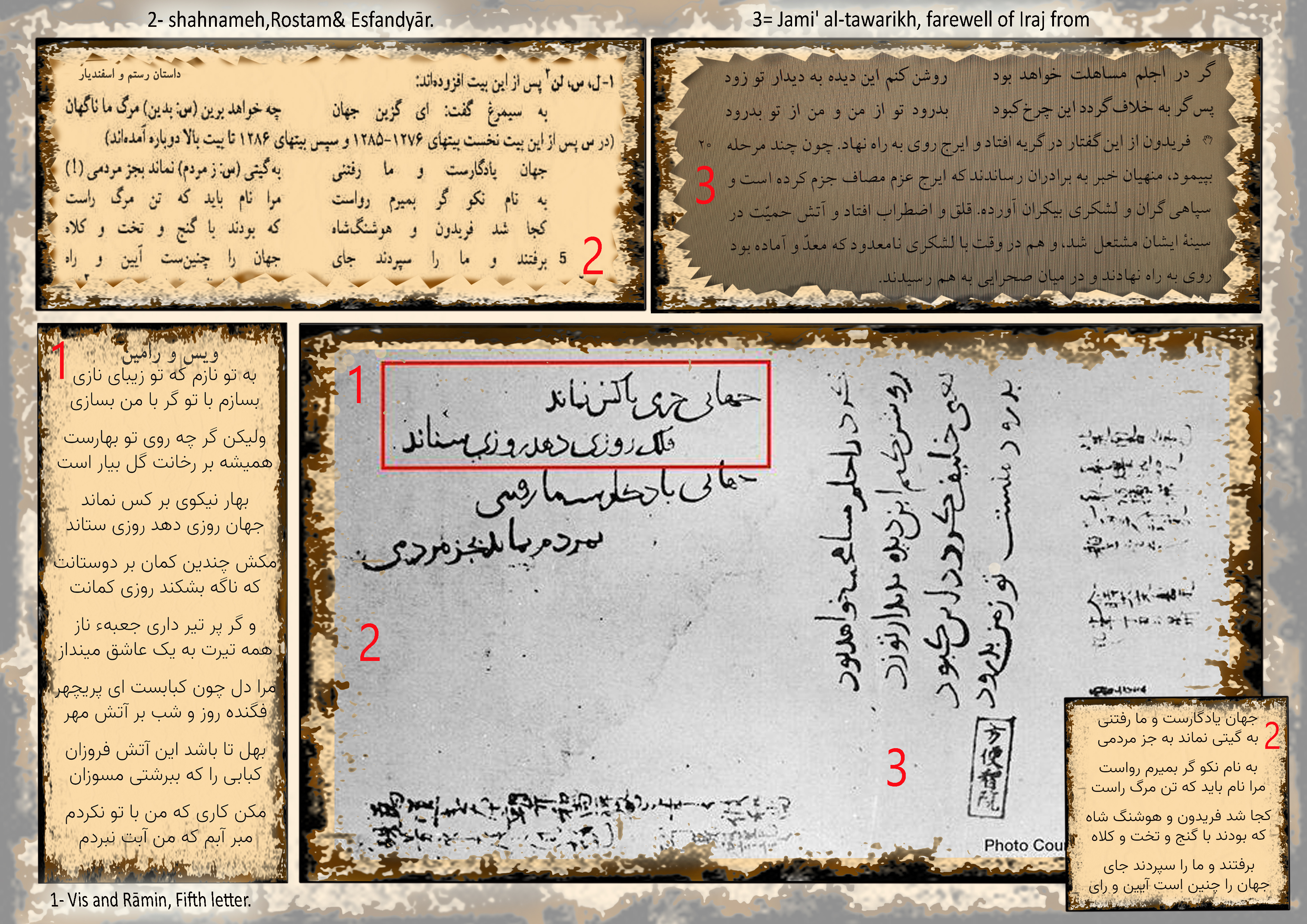
1217年の紙本墨書南番文字に記載の、ヴィ―スとラーミーンの一節（パート１の部分）

## 日本語訳
- F. A. グルガーニー『ヴィースとラーミーン : ペルシアの恋の物語』岡田恵美子訳、平凡社、1990年4月。ISBN 4-582-82843-4。